# Sebastian Fesinger

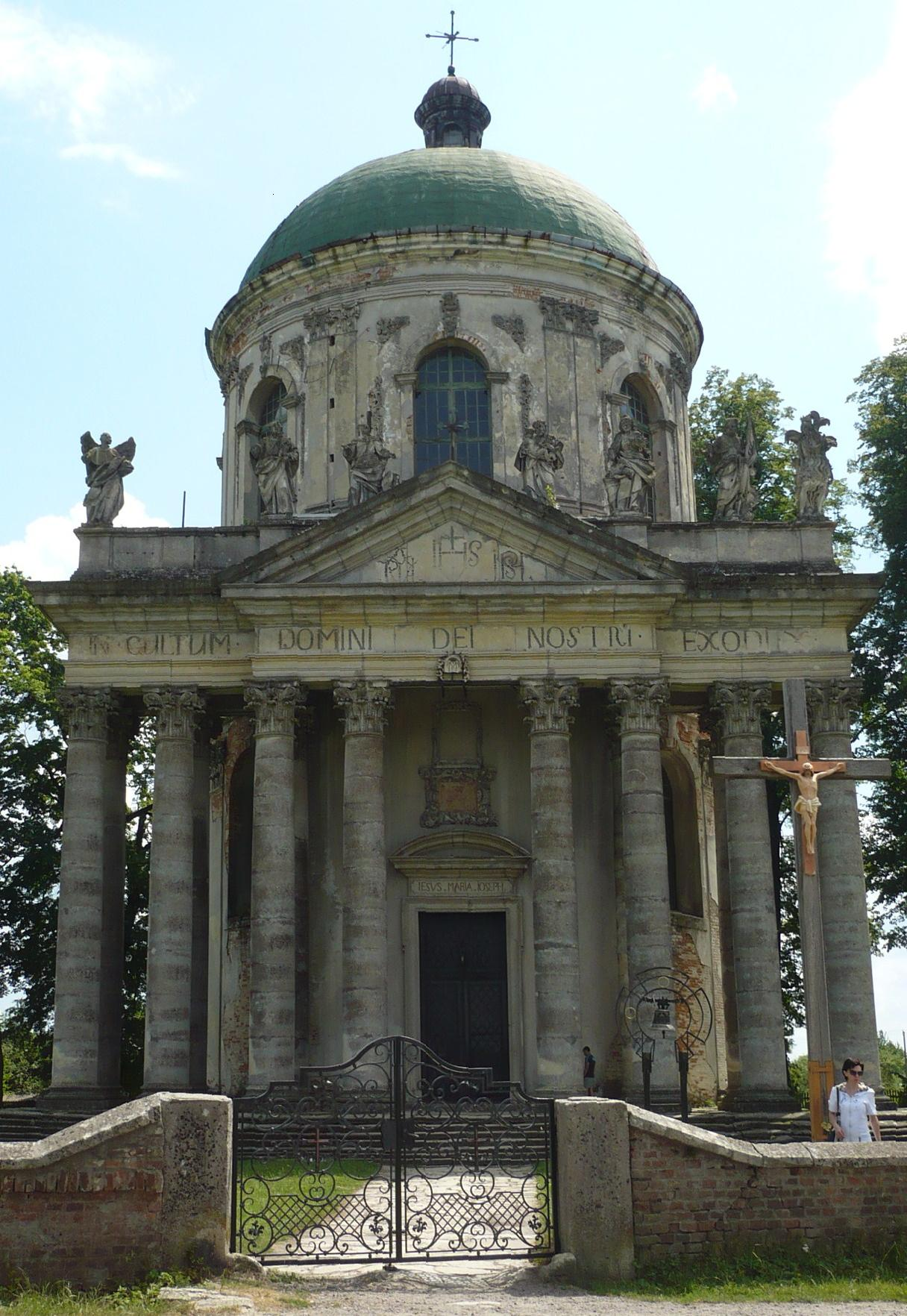
Schlosskirche Pidhirzi

Sebastian Fesinger  († nach 1. Januar 1770) war ein Lemberger Bildhauer und Architekt deutscher Abstammung. 

## Leben und Werk
Über seine Herkunft gibt es keine sicheren Dokumente. Möglicherweise war er Sohn oder Bruder von Fabian Fesinger. Er ist seit 1741 urkundlich in Lemberg greifbar. Seine Werke sind erhalten in der Franziskanerkirche in Przemyśl, der Dominikanerkirche und der Nikolauskirche in Lemberg, dem Lubomirski-Palast in Lemberg, der Schlosskirche von Podhirzi, der Josephskirche in Boćki (heute Diözesanmuseum Drohiczyn), der Karmelitenkirche in Trembowla und möglicherweise auch in der Marienkirche von Butschatsch.